# Danionella dracula
O peixe-drácula (Danionella dracula) é uma espécie de peixe encontrada em um único córrego em Myanmar, com cerca de 17 milímetros de comprimento . Este peixe é único entre os outros 3,7 mil espécies da ordem Cypriniformes onde há a presença de estruturas na mandíbula que se parecem com dentes enormes, que lhe valeu espécie o nome de Drácula. Danionella dracula é uma nova espécie que contém um dimorfismo sexual bem acentuado e curioso. Comparado com o seu parente próximo, o peixe-zebra (Danio rerio), que carece de 44 ossos ou partes e representa um dos vertebrados com maior dimorfismo sexual.
Além disto, tal animal possui uma história diferenciada, pois o mesmo aparenta ter perdido sua dentição em um processo evolutivo há cerca de 50 milhões de anos, e posteriormente adquirido duas estruturas ósseas semelhantes a dentes através da mesma.